# Papé Diakité
Papé Abdoulaye Diakité (sinh ngày 22 tháng 12 năm 1992) là một cầu thủ bóng đá chuyên nghiệp người Senegal đang thi đấu cho câu lạc bộ Hoàng Anh Gia Lai tại V.League 1 ở vị trí trung vệ.

## Sự nghiệp cầu thủ

### Trenčín
Diakité đã có màn ra mắt trong màu áo câu lạc bộ AS Trenčín tại Žilina vào ngày 24 tháng 11 năm 2011.

### FC Edmonton
Vào ngày 8 tháng 2 năm 2016, Diakité đã ký hợp đồng với Edmonton tại giải North American Soccer League. Diakité sau đó tiết lộ rằng anh đã có những lời đề nghị từ Romania và Bulgaria trước khi ký hợp đồng với FC Edmonton. Sau một mùa giải 2016 thi đấu thành công, Diakité được bầu chọn là Cầu thủ trẻ xuất sắc nhất của NASL cho mùa giải 2016.

## Thống kê sự nghiệp
Tính đến ngày 29 tháng 10 năm 2016
| Câu lạc bộ                 | Mùa giải            | Giải đấu                | Giải đấu | Giải đấu     | Cúp Quốc gia | Cúp Quốc gia | Cúp Quốc tế | Cúp Quốc tế  | giải khác | giải khác    | Tổng cộng | Tổng cộng    |
| Câu lạc bộ                 | Mùa giải            | Giải đấu                | Số trận  | Số bàn thắng | Số trận      | Số bàn thắng | Số trận     | Số bàn thắng | Số trận   | Số bàn thắng | Số trận   | Số bàn thắng |
| -------------------------- | ------------------- | ----------------------- | -------- | ------------ | ------------ | ------------ | ----------- | ------------ | --------- | ------------ | --------- | ------------ |
| Trenčín                    | 2011–12             | Fortuna Liga            | 8        | 0            | 0            | 0            | –           | –            | –         | –            | 8         | 0            |
| Royal Antwerp              | 2013–14             | Belgian Second Division | 10       | 0            | 0            | 0            | –           | –            | –         | –            | 10        | 0            |
| Royal Antwerp              | 2014–15             | Belgian Second Division | 25       | 0            | 2            | 0            | –           | –            | –         | –            | 27        | 0            |
| Royal Antwerp              | Tổng cộng           | Tổng cộng               | 35       | 0            | 2            | 0            | -           | -            | -         | -            | 37        | 0            |
| KFC Oosterzonen (cho mượn) | 2013–14             | Belgian Third Division  | 11       | 0            | 0            | 0            | –           | –            | –         | –            | 11        | 0            |
| FC Edmonton                | 2016                | NASL                    | 27       | 3            | 2            | 0            | –           | –            | –         | –            | 29        | 3            |
| Tổng cộng sự nghiệp        | Tổng cộng sự nghiệp | Tổng cộng sự nghiệp     | 81       | 3            | 4            | 0            | -           | -            | -         | -            | 85        | 3            |